# Encore (Tangerine Dream)
Encore is het tweede officiële livealbum van Tangerine Dream; het werd uitgegeven in juni 1977. Het album bevat opnamen die gemaakt werden tijdens twee tournees in de Verenigde Staten na het uitbrengen van Stratosfear en de filmmuziek Sorcerer. Op het album is echter nauwelijks muziek (wel fragmenten daarvan) van beide albums te vinden, noch van de opvolger Cyclone. 
De muziek is de gebruikelijke elektronische muziek uit de Berlijnse School voor elektronische muziek, ambientstukken worden afgewisseld met stukken waarbij de sequencer vol wordt opengezet. Dat laatste is duidelijk favoriet bij de Amerikanen getuige het gejoel dat uit het publiek komt, als er met sequencers weer wat ritme in de muziek komt. 
Het album vermeldde niet de specifieke data van opnamen. Pas veel later is men de geschiedenis van de band gaan reconstrueren in een poging om de stroom bootlegs in de hand te houden. De band zorgde zelf later voor opgepoetste opnamen. Nadeel was dat de meeste stukken gedurende alle concerten werden gespeeld. Men schat in dat Monolight afkomstig moet zijn van een optreden in Washington (DC) op 4 april 1977. De andere stukken van dat concert zijn terug te vinden in de box The bootleg box set volume 2. Bij de reconstructie voor In search of Hades werd teruggevonden dat Peter Baumann (zijn laatste werk bij TD) bij het gereedmaken van het album een mengeling had samengesteld tussen live- en studio-opnamen; iets dat al was voorgekomen bij het andere livealbum Ricochet. Baumann laste ook een deel van de muziek voor Oedipus Tyrannus (toneelmuziek) in de muziek.
Het album was een tussendoortje want de band moest inkomsten genereren nadat het tweede deel van de Amerikaanse concertreis was afgebroken (slechts 3 of 4 gingen uiteindelijk door) vanwege financiële problemen bij de organisator. Die had zich qua kosten verslikt in het op het podium brengen van een compleet symfonieorkest bij de tournee van Emerson, Lake & Palmer voor album Works Volume 1. 
Een melodieus deel van Monolight werd uitgebracht als single onder de titel Encore (3:14) met als B-kant Hobo March (4:49; bedoeld wordt hier de nasale hobo-klanken uit de mellotron). Monolight bevat ook muziek die verder vooruit wijst naar White Eagle met vogelgekrijs in het niets. Het laatste stuk is het meest ambient met sfeerbeelden uit vervlogen tijden (van de band).
De foto waar Christopher Franke te zien is met acht Stars-and-Stripes vlagjes, als onderdeel van de fotocollage in de hoes van de dubbelelpee, is in sommige latere edities vervangen door een foto van een zonsondergang.

## Musici
- Edgar Froese, Christopher Franke, Peter Baumann – elektronica, synthesizers, mellotron en gitaar (Froese)

## Muziek
Het originele album verscheen op dubbelelpee.
| Nr. | Titel                                   | Duur  |
| --- | --------------------------------------- | ----- |
| 1.  | Cherokee Lane (Froese, Franke, Baumann) | 16:19 |

| Nr. | Titel                               | Duur  |
| --- | ----------------------------------- | ----- |
| 1.  | Monolight (Froese, Franke, Baumann) | 19:54 |

| Nr. | Titel                                      | Duur  |
| --- | ------------------------------------------ | ----- |
| 1.  | Coldwater Canyon (Froese, Franke, Baumann) | 18:06 |

| Nr. | Titel                                  | Duur  |
| --- | -------------------------------------- | ----- |
| 1.  | Desert dream (Froese, Franke, Baumann) | 17:30 |

Het album stond één week (19-11-1977) op de 55e plaats in de Britse albumlijst. Opnamen van 9 april 1977 werden later uitgegeven als Tangerine Dream Live Montreal.